# پیکان‌شهر
پیکان‌شهر نام شهرکی است که در شهرک سروآزاد واقع شده‌است.
پیکان‌شهر در محدوده جنوبی منطقه و مسیر دسترسی به این شهرک از طریق پارک جنگلی چیتگر واقع شده و دارای مراکز خرید و فضای سبز شهری مطلوبی است.
این شهرک بر طبق طرح‌های ارائه شده در آینده ای نزدیک تحت عنوان بازآفرینی شهری به شهرکی مدرن با بیش از ۳۴۰۰ واحد مسکونی به مرحله اجرا خواهد رسید.
تاریخچه پیکان شهر به اوایل سال ۱۳۴۶ برمیگردد که برادران خیامی قصد داشتند اولین کارخانه خودرو سازی ایران به نام ایران ناسیونال را تأسیس کنند، در حین تأسیس و راه اندازی و خرید تجهیرات کارخانه، برای رفاه حال کارکنان این شهرک نیز ساخته شد و بتدریج تا اوایل سال ۱۳۴۹ آماده بهره‌برداری و تحویل به کارکنان گردید.
در این شهرک تمامی ساختمان‌ها ۴ طبقه می‌باشد به غیر از یک ساختمان که از بدو ساختمان سازی ۸ طبقه دیده شده بود، در این شهرک از همان ابتدا امکاناتی نظیر درمانگاه، مدارس مجهز تا مقطع دبیرستان، مسجد، آمفی تاتر، سالن‌های ورزشی، مراکز خرید، پارک کودکان و دیگر امکانات شهرک نشینی در نظر گرفته شده بود.